# American Railcar Industries
American Railcar Industries (ARI) war ein amerikanischer Hersteller von Güterwaggons. Das Unternehmen besaß Werke in Paragould und Marmaduke (beide Arkansas).
Mit 60 % der Anteile war Carl Icahn lange Zeit Mehrheitseigentümer von American Railcar Industries. Ein Großteil der Produktion ging an die American Railcar Leasing.
Hergestellt wurden Tankwagen, Druckgaswagen und gedeckte Selbstentladewagen. Zusammen mit Greenbrier und Amsted Industries betrieb ARI die Gießerei Ohio Castings in Alliance und mit Amsted den Radsatzhersteller Axis LLC.
Am 5. Dezember 2018 erwarb die ITE Management L.P. die ARI sowie American Railcar Leasing und deren eigene Instandhaltungsbetriebe. Während letztere bei der ITE verblieben, wurde die ARI im April 2019 an Greenbrier weiterverkauft. Die Standorte Paragould und Marmaduke wurden vollständig in die Greenbrier-Firmenstruktur integriert. Die Wartung von Güterwagen wurde durch ITE noch etwa ein Jahr unter der Bezeichnung American Railcar Industries angeboten, im Sommer 2020 jedoch in American Industrial Transport (AITX) umbenannt.